# Varanus lirungensis
Espèce
Statut CITES
Varanus lirungensis est une espèce de sauriens de la famille des Varanidae.

## Répartition
Cette espèce est endémique des îles Talaud en Indonésie.

## Publication originale
- Koch, Arida, Schmitz, Böhme & Ziegler, 2009 : Refining the polytypic species concept of mangrove monitors (Squamata: Varanus indicus group): a new cryptic species from the Talaud Islands, Indonesia, reveals the underestimated diversity of Indo-Australian monitor lizards. Australian Journal of Zoology, vol. 57, n. 1, p. 29-40.